# Cure Bowl 2022
Match précédent Match suivant
Le Cure Bowl 2022 est un match de football américain de niveau universitaire joué après la saison régulière de 2022, le 16 décembre 2022 au Exploria Stadium situé à Orlando dans l'État de Floride aux États-Unis. 
Il s'agit de la 8e édition du Cure Bowl.
Le match met en présence l'équipe des Roadrunners de l'UTSA issue de la Conference USA et l'équipe des Trojans de Troy issue de la Sun Belt Conference. Le Cure Bowl est le seul bowl de la saison qui met en présence deux champions de conférence, UTSA et Troy ayant remporté leur finale de conférence.
Il débute vers 14 heures locales (21 heures en France) et est retransmis à la télévision par ESPN.
Sponsorisé par la société Duluth Holdings Inc. via sa filiale Duluth Trading Company (en), le match est officiellement dénommé le 2022 Duluth Trading Cure Bowl. 
Troy gagne le match sur le score de 18 à 12. 

## Présentation du match
Il s'agit de la 1re rencontre entre les deux équipes.
| Équipes | Couleurs | Conférences | Entraîneurs                   | Stats. saison rég. | Classements avant le bowl | Classements avant le bowl | Classements avant le bowl |
| --- | -------- | ----------- | ----------------------------- | ------------------ | ------------------------- | ------------------------- | ------------------------- |
| Équipes | Couleurs | Conférences | Entraîneurs                   | Stats. saison rég. | CFP                       | AP                        | Coaches                   |
| Roadrunners de l'UTSA                                                                                        |          | C-USA       | Jeff Traylor (en) (3e saison) | 11 - 2             | no 22                     | no 22                     | no 25                     |
| Trojans de Troy                                                                                              |          | Sun Belt    | Jon Sumrall (en) (1re saison) | 11 - 2             | no 23                     | no 24                     | no 24                     |
| - Arbitre : ?Christian Watson (Mountain West) - Équipe donnée favorite par les bookmakers : UTSA par 1 point |          |             |                               |                    |                           |                           |                           |

### Roadrunners de l'UTSA
Avec un bilan global en saison régulière de 10 victoires et 2 défaites (8-0 en matchs de conférence), UTSA est éligible et accepte l'invitation pour participer au Cure Bowl 2022.
Ils terminent 1er de la Conference USA et ils remportent ensuite la finale de conférence 48 à 27 jouée contre les Mean Green de North Texas et comptent ainsi un bilan de 11 victoires et 2 défaites avant le bowl.
À l'issue de la saison 2022 (bowl non compris), ils sont désignés no 25 aux classements CFP et no 22 aux classements AP et Coache's.
Il s'agit de leur première participation au Cure Bowl. Ce match est le dernier des Roadrunners en tant que membres de la Conference USA puisqu'ils rejoindront l'American Athletic Conference en 2023.
| Logo     | Postes                                                 | Joueurs                                                | Statistiques                                                      |
| -------- | ------------------------------------------------------ | ------------------------------------------------------ | ----------------------------------------------------------------- |
|          | Quarterback                                            | Frank Harris (en)                                      | 305/429 passes réussies pour 3 865 yards, 31 TDs, 7 interceptions |
| Coureur  | Brenden Brady                                          | 156 courses pour 699 yards nets gagnés et 9 TDs        |                                                                   |
| Receveur | Zakhari Franklin                                       | 86 réceptions pour 1 100 yards et 14 TDs               |                                                                   |
| Effectif | Listing et statistiques du roster 2022 des Roadrunners | Listing et statistiques du roster 2022 des Roadrunners |                                                                   |

### Trojans de Troy
Avec un bilan global en saison régulière de 10 victoires et 2 défaites (7-1 en matchs de conférence), Troy est éligible et accepte l'invitation pour participer au Cure Bowl 2022.
Ils terminent 1er de la Division West de la Sun Belt Conference et remportent la finale de conférence 45 à 26 jouée contre les Chanticleers de Coastal Carolina et comptent ainsi un bilan de 11 victoires et 2 défaites avant le bowl.
À l'issue de la saison 2022 (bowl non compris), ils sont désignés no 24 aux classements CFP et Coache's et no 23 au classement AP.
Il s'agit de leur première participation au Cure Bowl.
| Logo     | Postes                                             | Joueurs                                            | Statistiques                                                       |
| -------- | -------------------------------------------------- | -------------------------------------------------- | ------------------------------------------------------------------ |
|          | Quarterback                                        | Gunnar Watson                                      | 193/312 passes réussies pour 2 705 yards, 13 TDs, 10 interceptions |
| Coureur  | Kimani Vidal                                       | 209 courses pour 1 059 yards nets gagnés et 9 TDs  |                                                                    |
| Receveur | Rajae' Johnson-Sanders                             | 34 réceptions pour 672 yards et 6 TDs              |                                                                    |
| Effectif | Listing et statistiques du roster 2022 des Trojans | Listing et statistiques du roster 2022 des Trojans |                                                                    |